# Woody Strode
Woody Strode, all'anagrafe Woodrow Wilson Woolvine Strode (Los Angeles, 25 luglio 1914 – Glendora, 31 dicembre 1994), è stato un attore statunitense, candidato ai Golden Globe 1961 per il ruolo del gladiatore Draba nel film Spartacus (1960).

## Biografia

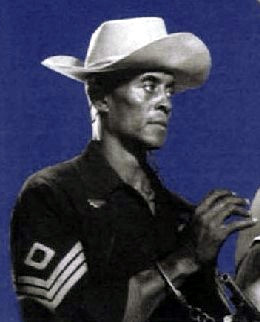
Woody Strode in un fotogramma del film I dannati e gli eroi (1960)

Dopo essere stato giocatore di football americano e wrestler, Woody Strode iniziò a recitare con regolarità dall'inizio degli anni cinquanta, dopo un esordio isolato risalente al 1941. Attivo anche sul piccolo schermo, interpretò fra gli altri il ruolo di Lothar, il servitore nero di Mandrake il mago, in un film TV per la NBC nel 1954. Dopo alcune apparizioni da comprimario in pellicole d'avventura e in costume, tra cui La città sommersa (1953) e I dieci comandamenti (1956), tra i suoi primi ruoli di rilievo vi fu quello di Franklin nel film bellico 38º parallelo: missione compiuta (1959) di Lewis Milestone.
La sua carriera ebbe una svolta nel 1960, quando il suo fisico prestante da ex campione sportivo si prestò al ruolo del leale avversario del gladiatore nel kolossal Spartacus di Stanley Kubrick. Ma fu l'amico John Ford a farlo diventare un volto familiare del western, affidandogli prima il complesso ruolo del soldato di colore accusato di violenza e omicidio ne I dannati e gli eroi (1960), e successivamente facendolo comparire in altre sue tre opere, Cavalcarono insieme (1961), L'uomo che uccise Liberty Valance (1962) e Missione in Manciuria (1966).
La sua familiarità col western proseguì pur con il mutare di forme e contenuti di questo genere cinematografico: l'attore recitò infatti ne I professionisti (1966) di Richard Brooks, in C'era una volta il West (1968), in cui il regista Sergio Leone lo fece apparire nella lunga sequenza di apertura del film nel ruolo di Stony, il fuorilegge che, insieme a Knucles (Al Mulock) e Snacky (Jack Elam, altro attore spesso presente nei film di Ford), attende l'arrivo del treno con a bordo l'uomo dell'armonica (Charles Bronson), ne La collina degli stivali (1969) di Giuseppe Colizzi con Bud Spencer e Terence Hill, Cheyenne (1976) e in Keoma (1976) di Enzo G. Castellari.
Le sue ultime due interpretazioni, ancora western, furono quelle del "vecchio" in Posse - La leggenda di Jessie Lee (1993) di Mario Van Peebles e di Charlie Moonlight in Pronti a morire (1995), con Sharon Stone, Russell Crowe, Leonardo DiCaprio e Gene Hackman: il film fu dedicato a Strode. Morì nel 1994 a 80 anni per un cancro ai polmoni.

## Riconoscimenti
- Candidatura ai Golden Globe 1961: miglior attore non protagonista per Spartacus

## Filmografia

Woody Strode in un fotogramma del film La mala ordina (1972)

### Cinema
- Artiglio insanguinato (The Lion Hunters), regia di Ford Beebe (1951)
- Bride of the Gorilla, regia di Curt Siodmak (1951)
- L'oro dei Caraibi (Caribbean), regia di Edward Ludwig (1952)
- Androclo e il leone (Androcles and the Lion), regia di Chester Erskine (1952)
- La città sommersa (City Beneath the Sea), regia di Budd Boetticher (1953)
- I contrabbandieri del Kenya (The Royal African Rifles), regia di Lesley Selander (1953)
- I gladiatori (Demetrius and the Gladiators), regia di Delmer Daves (1954)
- Giocatore d'azzardo (The Gambler from Natchez), regia di Henry Levin (1954)
- Il calice d'argento (The Silver Chalice), regia di Victor Saville (1954)
- Il figlio di Sinbad (Son of Sinbad), regia di Ted Tetzlaff (1955) - non accreditato
- I dieci comandamenti (The Ten Commandments), regia di Cecil B. DeMille (1956)
- I bucanieri (The Buccaneer), regia di Anthony Quinn (1958)
- Tarzan e lo stregone (Tarzan's Fight for Life), regia di H. Bruce Humberstone (1958)
- 38º parallelo: missione compiuta (Pork Chop Hill), regia di Lewis Milestone (1959)
- La crociera del terrore (The Last Voyage), regia di Andrew L. Stone (1960)
- I dannati e gli eroi (Seargent Rutledge), regia di John Ford (1960)
- Spartacus, regia di Stanley Kubrick (1960)
- Desiderio nel sole (The Sins of Rachel Cade), regia di Gordon Douglas (1961)
- Cavalcarono insieme (Two Rode Together), regia di John Ford (1961)
- L'uomo che uccise Liberty Valance (The Man Who Shot Liberty Valance), regia di John Ford (1962)
- Le tre sfide di Tarzan (Tarzan's Three Challenges), regia di Robert Day (1963)
- Gengis Khan il conquistatore (Genghis Khan), regia di Henry Levin (1965)
- I professionisti (The Professionals), regia di Richard Brooks (1966)
- Missione in Manciuria (7 Women), regia di John Ford (1966)
- Seduto alla sua destra, regia di Valerio Zurlini (1968)
- C'era una volta il West, regia di Sergio Leone (1968)
- Shalako, regia di Edward Dmytryk (1968)
- Che!, regia di Richard Fleischer (1969)
- La collina degli stivali, regia di Giuseppe Colizzi (1969)
- Ciakmull - L'uomo della vendetta, regia di Enzo Barboni (1970)
- Scipione detto anche l'Africano, regia di Luigi Magni (1971)
- La spina dorsale del diavolo (The Deserter), regia di Niska Fulgoji, Burt Kennedy (1971)
- Lo chiamavano sergente Blu (The Gatling Gun), regia di Robert Gordon (1971)
- Il suo nome è qualcuno (The Last Rebel), regia di Denis Mc Coy (1971)
- La feccia (The Revengers), regia di Daniel Mann (1972)
- La mala ordina, regia di Fernando Di Leo (1972)
- Cheyenne (Winterhawk), regia di Charles B. Pierce (1975)
- Colpo in canna, regia di Fernando Di Leo (1975)
- Noi non siamo angeli, regia di Gianfranco Parolini (1975)
- Keoma, regia di Enzo G. Castellari (1976)
- Dimensione giganti, regia di Mircea Drăgan (1977)
- Nel mirino del giaguaro (Jaguar Lives!), regia di Ernest Pintoff (1979)
- Gli sciacalli dell'anno 2000 (Ravagers), regia di Richard Compton (1979)
- Cuba Crossing, regia di Chuck Workman (1980)
- Cambogia Express (Angkor: Cambodia Express), regia di Lek Kitaparaporn (1982)
- Safari senza ritorno (Horror Safari), regia di Alan Birkinshaw (1982)
- Vigilante, regia di William Lustig (1983)
- Il ritorno di Black Stallion (The Black Stallion Returns), regia di Robert Dalva (1983)
- L'ultimo guerriero, regia di Romolo Guerrieri (1984)
- Razza violenta, regia di Fernando Di Leo (1984)
- Cotton Club (The Cotton Club), regia di Francis Ford Coppola (1984)
- Tutti colpevoli (A Gathering of Old Men), regia di Volker Schlöndorff (1987)
- Il mistero di Storyville (Storyville), regia di Mark Frost (1992)
- Posse - La leggenda di Jessie Lee (Posse), regia di Mario Van Peebles (1993)
- Pronti a morire (The Quick and the Dead), regia di Sam Raimi (1995)

### Televisione
- Gli uomini della prateria (Rawhide) – serie TV, episodi 3x10-3x20 (1961)
- The Lieutenant – serie TV, episodio 1x21 (1964)
- Tarzan – serie TV, 6 episodi (1966-1968)

## Doppiatori italiani
Nelle versioni in italiano delle opere in cui ha recitato, Woody Strode è stato doppiato da:
- Glauco Onorato in 38º parallelo: missione compiuta, I professionisti, La spina dorsale del diavolo, La feccia, Colpo in canna, Keoma, Razza violenta
- Giampiero Albertini in Seduto alla sua destra, Ciakmull - L'uomo della vendetta
- Renato Turi in I dannati e gli eroi, Desiderio nel sole
- Ferruccio Amendola in Shalako, Il suo nome è qualcuno
- Mario Pisu in Spartacus
- Riccardo Mantoni in L'uomo che uccise Liberty Valance
- Luciano De Ambrosis in La collina degli stivali
- Renzo Montagnani in Scipione detto anche l'Africano
- Bruno Alessandro in La mala ordina
- Sergio Fiorentini in Noi non siamo angeli
- Renato Mori in Cheyenne
- Mario Mastria in Pronti a morire